# Слияния и поглощения (Клан Сопрано)
«Слияния и поглощения» (англ. «Mergers and Acquisitions») — сорок седьмой эпизод телесериала канала HBO «Клан Сопрано» и восьмой в четвёртом сезоне шоу. Телесценарий написал Лоуренс Коннер по сюжету Дэвида Чейза, Робин Грин, Митчелла Бёрджесса и Теренса Уинтера. Режиссёром стал Дэн Аттиас, а премьера состоялась 3 ноября 2002 года.

## В ролях
- Джеймс Гандольфини — Тони Сопрано
- Лоррейн Бракко — д-р Дженнифер Мелфи
- Эди Фалко — Кармела Сопрано
- Майкл Империоли — Кристофер Молтисанти
- Доминик Кьянезе — Коррадо Сопрано-мл. *
- Стивен Ван Зандт — Сильвио Данте
- Тони Сирико — Поли Галтьери
- Роберт Айлер — Энтони Сопрано-мл.
- Джейми-Линн Сиглер — Медоу Сопрано *
- Дреа де Маттео — Адриана Ля Сёрва
- Аида Туртурро — Дженис Сопрано
- Федерико Кастеллуччио — Фурио Джунта
- Джон Вентимилья — Арти Букко
- и Джо Пантолиано — Ральф Сифаретто

* = указаны только

### Приглашённые звёзды
- Шэрон Анджела — Розали Април
- Фрэн Энтони — Минн Матроне
- Лесли Бега — Валентина Ля Пас
- Анна Бергер — Куки Кирилло
- Карл Капоторто — Маленький Поли Джермани
- Макс Каселла — Бенни Фацио
- Шарлотта Колавин — Лоррейн Кирилло
- Мэттью Дель Негро — Брайан Каммарата
- Хайди Диппольд — Джанель Каммарата
- Фрэнсис Энсемплейр — Мариануччи "Нуччи" Галтьери
- Дэн Гримальди — Пэтси Паризи
- Энтони Пателлис — Чаки Кирилло
- Пол Шульц — отец Фил Интинтола
- Дэвид Маргулис — Нил Минк
- Нино ДельДука — дядя Маурицио
- Тоун Кристенсен — мисс Рейкьявик

## Сюжет
Поли Уолнатс обеспокоен благосостоянием своей матери, когда она наконец-то переезжает в дом престарелых Грин Гроув. Быстро, Нуччи рада воссоединиться со старыми друзьями, Куки Кирилло и Минн Матроне. Пока Нуччи в комнате отдыха, престарелые женщины сообщают Поли, что Нуччи не будет позволено играть в карты или обедать с ними, так как они установленная группа. Поли настаивает на том, чтобы ей дали место и уважительно относились к его матери. Ночью казино, Куки подвергать остракизму Нуччи после того, как Нуччи неправильно играет в блэкджек. Нуччи затем ограничивает себя в своей комнате, что начинает беспокоить Поли. Разъярённый Поли навещает директора Грин Гроув, требуя действий, чтобы интегрировать его мать в общественную жизнь места, он директор пытается объяснить, что затворничество Нуччи является переходным периодом, и что она также должна сделать свой собственный вклад в изменение её смущающего поведения к другим жителям, такое как постоянный плач и не вставка протезов в рот. Несмотря на это, Поли также навещает сына Куки, Чаки, директора средней школы. Отдав ему чемодан на колёсах в качестве подарка, Поли обсуждает отношения Нуччи и Куки с ним и просит Чаки поговорить с его матерью о том, чтобы она поладила с Нуччи. Чаки пытается убедить Поли, что он не может вмешиваться в социальную жизнь его матери. Когда отношения между женщинами не улучшаются, позже показывают Чаки, которого гоняют по прихожей его школы члены команды Поли (Бенни Фацио и "Маленький Поли" Джермани) и ломает себе правую руку. Жена Чаки затем угрожает вывезти упёртую Куки из дома престарелых, если Куки не помириться с Нуччи.
Между тем, наблюдая за Пирожком в конюшне, Тони Сопрано знакомится с новой подружкой Ральфа Сифаретто, кубо-итальянкой Валентиной Ля Пас, которая, кажется, имеет склонность делать розыгрыши. Валентина убеждает Тони завести нарисованный портрет его и лошади, Пирожка, и вскоре Тони и Валентина отступают в номер в гостинице и занимаются сексом. Валентина продолжает встречаться с Ральфом, и Тони покупает ей дорогую бриллиантовую подковную брошку в качестве прощального подарка. Валентина протестует (она по-прежнему хочет видеться с Тони) и жалуется ему, что её сексуальная жизнь с Ральфом в основном состоит из мазохистских фетишей. Доктор Мелфи предполагает, что Тони не хочет "рогоносить" Ральфа, а ведь Тони продолжает отталкивать Валентину, пока она не сообщает ему, что она рассталась с Ральфом, и он получает подтверждения от Дженис, согласившись заплатить ей $3000 за информацию, о том, что у Ральфа действительно есть необычные сексуальные наклонности.
Как часть долгосрочного плана, сформированного несколько эпизодов назад, Тони начинает давать указания своим подчинённым посредством платных телефонных звонков через Кристофера Молтисанти, и сообщает своему адвокату, что он делает шаги, чтобы изолировать себя от уличающих дискуссий.
Кармела, которая вроде влюблена в Фурио Джунта, сопереживает ему, когда он уезжает в Неаполь, Италию, чтобы присутствовать на похоронах своего отца. Находясь в Италии, Фурио обсуждает свою тоску по дому со своим дядей, но упоминает, что то, что тянет его обратно в Америку, это женщина. Когда Фурио признаётся, что женщина является женой дона, его предупреждают не продолжать отношения дальше, так как это будет считаться актом измены и неуважением, будет вероятно обнаружено и это убьёт его. Дядя говорит ему, что единственный способ, благодаря которому он бы заполучил Кармелу, только если убить Тони. Фурио говорит, что он понимает.
Дома, когда Тони шутит над моющейся в душе Кармелой, облив её стаканом холодной воды, она похоже на впечатлена, и когда она обнаруживает фальшивый ноготь на одежде Тони, это приводит её ярость. Он выпускает свой гнев тем, что крадёт ключи Тони и идёт к расходному бункеру (пока Тони был в душе), берёт две связанные стопки денег, которые он там спрятал, и инвестирует их нескольким фондовым брокерам в сегменты на $9000 (чтобы избежать обязательного уведомления налогового управления в $9900). После пересчёта спрятанных денег, Тони обнаруживает, что некоторые пропали. Перед тем, как получить возможность поговорить об этом с Кармелой, он обнаруживает фальшивый ноготь, который Кармела оставила на его тумбочке рядом с его ключами от машины. Тони спускается вниз, где Кармела читает газету. Он просит кофе, который делает Кармела, и, заметив его поведение, спрашивает Тони, желает ли он обсудить что-то. Он говорит нет. Энтони-мл. идёт вниз по лестнице и Тони спрашивает, был ли он на заднем дворе. После того, как Энтони-мл. отрицает нахождение на заднем дворе и уходит, Кармела снова спрашивает Тони, желает ли он обсудить что-нибудь. Он отказывается, и спрашивает Кармелу то же самое. Она реагирует подобным образом.

## Впервые появляются
- Валентина Ля Пас: арт-дилер и девушка Ральфа, которая быстро влюбляется в Тони.
- Минн Матроне: подруга матери Поли, Нуччи Галтьери, в Грин Гроув.

## Умер
- Отец Фурио: рак

## Название
Фраза слияния и поглощения относится к аспекту корпоративной финансовой стратегии и менеджмента, касающихся слияний и поглощений различных компаний, а также других активов. В эпизоде это может намекать на:
- Приобретение Кармелой денег Тони, вложив их в долгосрочные инвестиции
- Приобретение Тони кузена Брайана в качестве финансового советника
- Приобретение Тони лошади Ральфа
- Приобретение Тони Валентины

## Отсылки к другой медии
- Дженис смотрит «Битвы роботов» по телевизору, с оригинальным комментарием от Джонатана Пирса.
- Тони смотрит фильм 1993 года «Беглец» (где также играл Джо Пантолиано) на своём широкоэкранном телевизоре.
- Тони ссылается на фильм «Хад», где снимался Пол Ньюман, когда кузен Кармелы ошибочно ссылается Кармеле на аферу с HUD за ужином.
- Когда Тони показывает Кармеле новый развлекательный центр, он отвечает, что она заберёт для них посмотреть фильм «В спальне».
- Находясь в постели, Кармела читает «Туманы Авалона», роман Мэрион Зиммер Брэдли 1983 года.
- В душе Тони поёт «Another Brick in the Wall» Pink Floyd.
- На встрече с доктором Мелфи Тони говорит о том, как в былые времена люди мафии брали с собой своих любовниц по пятницам, а жён по субботам. Это может быть ссылкой к фильму «Славные парни», в котором Лоррейн Бракко (Мелфи) играет жену гангстера Генри Хилла. Тони также почти попадает в диалог Рэя Лиотты из фильма, когда, как Генри, он объясняет ту же самую традицию: («Ночи пятниц были для жён, но суббота была всегда для подружек»). Это особенно актуально, так как создатель «Клана Сопрано», Дэвид Чейз, относится к «Славным парням» как к своей Библии.
- Ральф ссылается на Валентину как на «мой банан Chiquita» и «Королева Мамбо».

## Музыка
- Тони слушает "Bell Bottom Blues" Derek and the Dominos по музыкальному центру. Он комментирует это "как Клэптон сидит прямо у тебя дома."
- Музыка волынки, которую Тони слушает по музыкальной системе - "The Inverness Gathering", в исполнении Edinburgh City Police Pipe Band.
- Тони засыпает перед своим домашним театром и просыпается, когда «The Dark Side of the Moon» Pink Floyd приближается к концу. Завершающий трек "Eclipse" слышен, когда он просыпается. Позже в эпизоде, когда он в душе, можно услышать, как он поёт фрагменты из "Another Brick in the Wall (Part II)" также Pink Floyd.
- Части "Vesuvio" Spaccanapoli (ранее услышанная в «Весе») играют каждый раз, когда Кармела вспоминает Фурио.
- Песня, играющая во время финальных титров - "When the Battle is Over" Delaney & Bonnie.